# レオ・クライシュテルス
レオ・アルベルト・ジョゼフ・"レイ"・クレイステルス（Leo Albert Jozef "Lei" Clijsters, 1956年11月9日 - 2009年1月4日）は、ベルギーのリンブルフ州オピテル出身のサッカー選手。堅いディフェンスで知られ、ベルギー代表選手としてワールドカップに出場したほか、KVメヘレン所属時にはUEFAカップウィナーズカップやUEFAスーパーカップを制した。
妻は体操選手のエルス・ヴァンデケッツベークで2005年に離婚している。娘にはテニスプレイヤーのキムとエルケがおり、キムは世界ランク1位になった経歴も持つ。
2009年4月1日、肺癌により死去。